# Śmierć św. Benedykta (obraz Michaela Willmanna)
Śmierć św. Benedykta – obraz śląskiego malarza barokowego Michaela Willmanna pochodzący z kościoła klasztornego w Lubiążu, obecnie w klasztorze Sakramentek w Warszawie.
Obraz przedstawia moment śmierci Benedykta w założonej przez siebie wspólnocie. Przeniesiony na własną prośbę do klasztornego oratorium, podtrzymywany przez benedyktyńskich mnichów, po przyjęciu komunii świętej, oddaje swoją duszę Bogu, co symbolicznie zostało przedstawione w postaci dziecka, które unosi się świetlistą drogą pomiędzy aniołami do nieba.
Płótno pochodzi z kościoła klasztornego w Lubiążu. Umieszczone było w dolnej kondygnacji ołtarza bocznego w kaplicy św. Benedykta. Ołtarz zaprojektował architekt i rzeźbiarz austriacki Matthias Steinl. W jego pracowni wykonano też cztery ołtarzowe rzeźby przedstawiające postaci związane z apostolską i misyjną działalność zakonu benedyktynów i cystersów: św. Bonifacego, Eugeniusza III, bł. Konrada von Urach i św. Augustyna z Canterbury. Obraz Bóg Ojciec z górnej części ołtarza nie dochował się do naszych czasów.
W pracy nad kompozycją obrazu artysta wykorzystał grafikę Petera de Jodego według Anthonisa van Dycka Wizja św. Augustyna (po 1629), którą w 1660 roku wiernie powtórzył w obrazie o tym samym temacie. W Śmierci św. Benedykta przejął tylko układ dolnej partii przedstawienia, z centralną postacią świętego, natomiast górną część obrazu oparł na innym wzorcu.
Obraz doczekał się licznych kopii i naśladownictw. Kompozycję Willmanna wiernie odtworzyli m.in.: Jan Krzysztof Liszka (Kamieniec Ząbkowicki, 1710), Georg Wilhelm Neunhertz (Jemielnica, ok. 1734), Christian Bentum (Trzebnica, ok. 1750).